# 오코로가와촌
오코로가와촌(小来川村)은 도치기현의 북서부 가미쓰가군에 속했던 촌이다.

## 역사
- 1889년 4월 1일 - 정촌제 시행에 의해 가미쓰가군 오코로가와촌이 성립하였다.
- 1954년 2월 11일 - 닛코정에 편입되어, 이날 시로 승격해 닛코시가 성립하였다.

## 참고문헌
- 『栃木県町村合併誌 第一巻』 栃木県、1955年4月